# Judith Rossner
Judith Rossner (New York, 31 marzo 1935 – New York, 9 agosto 2005) è stata una scrittrice statunitense.

## Biografia
Nata Judith Perelman nel 1935 a New York, è cresciuta nel Bronx e ha studiato alla Taft High School e al City College di New York.
Interrotti gli studi per sposarsi, ha iniziato a lavorare nel campo della pubblicità e in seguito come segretaria coltivando nel contempo la passione per la scrittura.
Dopo aver pubblicato un primo libro per ragazzi, ha esordito nella narrativa per adulti con To the Precipice, storia di una donna che lascia il marito portando con sé il figlio di un altro uomo, e ha raggiunto la popolarità nel 1975 con In cerca di Goodbar, ispirato ad un fatto di cronaca che vende più di 4 milioni di copie e viene trasposto in pellicola due anni dopo.
Esploratrice nelle sue opere dell'universo femminile alle prese con solitudine, emancipazione sessuale e questioni romantiche, è morta a 70 anni il 9 agosto 2005 al New York University Medical Center in seguito alle complicazioni del diabete e della leucemia.

## Vita privata
Sposatasi a 19 anni con l'insegnante e scrittore Robert Rossner dal quale ha avuto due figli Daniel e Jean, divorziatasi nel 1972, si è risposata due volte, con Mordecai Persky e con Stanley Leff. 

## Opere

### Romanzi
- To the Precipice (1966)
- Nine Months in the Life of an Old Maid (1969)
- Any Minute I Can Split (1972)
- In cerca di Goodbar (Looking for Mr. Goodbar, 1975), Milano, Mondadori, 1976 traduzione di Bruno Oddera
- Attachments (1977)
- Emmeline (1980)
- Agosto (August, 1983), Milano, Frassinelli, 1984 traduzione di Adriana Vizzotto ISBN 88-7684-010-9. - Nuova edizione Milano, La Tartaruga, 2020 traduzione di Licia Vighi ISBN 978-88-94814-15-6.
- Le sue piccole donne (His Little Women, 1990), Milano, Sperling & Kupfer, 1994 traduzione di Lillina Pradetto ISBN 88-200-1491-2.
- Olivia (or, The Weight of the Past) (1994)
- Perfidia (1997)

### Letteratura per ragazzi
- What Kind of Feet Does a Bear Have? (1963)

## Adattamenti cinematografici
- In cerca di Mr. Goodbar (Looking for Mr. Goodbar), regia di Richard Brooks (1977)